# Gonorynchus
Gonorynchus is een geslacht van straalvinnige vissen uit de familie van zandvissen (Gonorynchidae). Het geslacht is voor het eerst wetenschappelijk beschreven in 1763 door Gronovius.

## Soorten
- Gonorynchus abbreviatus Temminck & Schlegel, 1846
- Gonorynchus forsteri Ogilby, 1911
- Gonorynchus gonorynchus (Linnaeus, 1766)
- Gonorynchus greyi (Richardson, 1845)
- Gonorynchus moseleyi Jordan & Snyder, 1923